# صبغي

مخطط للصبغي (الصبغي) وفيه يظهر
(1) الكروماتيد
(2) قسيم مركزي
(3) الذراع القصير للكروماتيد
(4) والذراع الطويل للكروماتيد

الصِبْغِيّ (ملاحظة 1) أو الصبغية (الجمع: صبغيات) (بالإنجليزية: Chromosome)‏ وتنقحر إلى الكرُومُوسُوم هي حزمة منظمة البناء والتركيب يتكون معظمها من حمض نووي ريبوزي منقوص الأكسجين (DNA) في الكائنات الحية، تقع في نواة الخلية . وهي عادة لا توجد من تلقاء نفسها، وإنما تقترن في العضويات حقيقيات النوى مع العديد من البروتينات الهيكلية تسمى هستون، وتقوم هذه البروتينات إلى جانب بروتينات أخرى مرافقة بعملية توضيب وطي لسلسلة الـ DNA كيلا تبقى مفرودة على شكل خيوط متشابكة.
يمكن رؤية الصبغيات عادة تحت المجهر الضوئي فقط عندما تكون الخلية في الطور التالي من الانقسام الخلوي (وذلك عندما تجتمع كل الصبغيات بشكلها المتكثف في منتصف الخلية). قبل أن يحدث ذلك، يُنتسخ كل صبغي، وترتبط النسخة الجديدة من كل الصبغي بالصبغي الأصلي عبر منطقة تدعى القسيم المركزي (centromere) مما يعطي الصبغي شكلاً يشبه إشارة الضرب أو حرف X (كما يظهر في الصورة على يسار الصفحة) وذلك عندما يتوضع القسيم المركزي قرب مركز الصبغي، أو يأخذ شكلاً مكوناً من ذراعين فقط (بشكل \/ تقريباً) وذلك عندما يتوضع القسيم المركزي قرب نهاية الصبغي. في هذه المرحلة يدعى كل من الصبغيين الأصلي والمنسوخ عنه بـ الصُبيغي (كروماتيد أو شق الصبغي chromatid) ويُطلق عندها اسم الصبغي على شقيّ الصبغي المرتبطين مع بعضهما بالقسيم المركزي. في الطور التالي للانقسام الخلوي يدعى هذا الصبغي الذي له شكل X بصبغي الطور التالي. في هذه المرحلة يكون الصبغي مكثفاً للغاية مما يجعل من السهل رؤيته تحت المجهر ودراسته. في الخلايا الحيوانية يصل الصبغي لمرحلة التكثف العالية هذه في طور الصعود وهو الطور الذي يأتي بعد الطور التالي وينفصل فيه شقا الصبغي عن بعضهما البعض.
إنّ عملية إعادة التركيب الجيني والتي تحدث أثناء الانقسام المنصف وما يتلوها من إنتاج للأعراس يلعب دوراً هاماً في التنوع الجيني. إذا حدثت عملية غير صحيحة أثناء إعادة التركيب الجيني قد يؤدي ذلك إلى عدم استقرار في الصبغي أو انتقال صبغيي، وقد يؤدي ذلك إلى كارثة انقسامية يتلوها موت الخلية. ولكن وجود طفرات في الجينات قد يحمي الخلية ويجنبها الموت الخلوي المبرمج وبذلك يتطور السرطان.
يختلف استخدام كلمة صبغي، فالبعض قد يقصد بها المعنى الواسع للكلمة، أي الكروماتين الموجود في الخلية بغض النظر عن إمكانية رؤيتها تحت المجهز الضوئي. فيما يستخدمها البعض الآخر بالمعنى الضيق للكلمة، أي الصبغي المتكثف الذي يمكن رؤيته تحت المجهر الضوئي خلال مرحلة الانقسام الخلوي.
تحتوي الخلايا الحية لجميع الكائنات من نبات وحيوان على عدد معين من الصبغيات الخاصة بكل نوع منها. فهي تحمل المورثات التي تنقل صفات الآباء إلى الأبناء، وينطبق ذلك على النبات والحيوان بما فيها وحيدات الخلايا. يتكون تركيب الصبغي من جينات وهو يحمل بذلك الصفات الوراثية. وهو يتكون من حمض نووي ريبوزي منقوص الأكسجين (DNA) وبروتينات كثيرة، وهذا التركيب المكون من الـحمض نووي ريبوزي منقوص الأكسجين والبروتينات يسمى أيضًا كروماتين.
يمتلك الإنسان 46 صبغيًا في كل خلية جسمية مرتبة على شكل 23 زوجا وكل زوج يتصل ببعضها عند نقطة قرب المركز تسمى القسيم المركزي . (centromere) في كل زوج من الصبغيات يطلق عادة تسمية كروماتيد على القضيب الواحد الذي يتصل مع القضيب الآخر في الزوج، وللسهولة اعتدنا على استعمال مصطلح الصبغي لوصف الكروماتيدين المتحدين.
كل كروماتيد يترتب حلزونيًا ويحمل في طياته عشرات الألاف من الجينات (جمع جين) حيث يحمل كل صبغي في طياته ما يقارب 60,000 إلى 100,000 جين وكل جين لها موقع خاص بها على التركيب الحلزوني للكروماتيد مشابه بالضبط لموقع نفس المورثة على الكروماتيد المقابل. كل جين بدورها تتالف من سلسلة من النيوكليوتيدات وتطلق عليها اسم الأليل هذا الأليل يتحد مع أليل آخر في الكروماتيد المقابل، فعلى ذلك تتكون كل مورثة في حقيقة الأمر من أليلين، أليل ورَّثه الأب وأليل ورَّثته الأم، ويحدث ذلك عند اندماج الحيوان المنوي ببويضة الأم.
إذا كان الأليلان متشابهين تشابها تاما في تسلسل النيوكليوتيدات فيطلق على هذه الحالة متماثل الجينات Homozygote وإذا كان الأليلان مختلفين في تسلسل النيوكليوتيدات فيطلق على هذه الحالة مختلف الجينات Heterozygote.
الصبغي كلمة يونانية تعني الجسم الملون ولكل كروماتيد في الصبغي الواحد ذراعان أحدهما طويل والأخر قصير، لُوحظ الصبغي أول مرة في خلايا النباتات من قبل عالم نبات سويسري اسمه كارل ولهيلم Karl Wilhelm في عام 1842. وتختلف الخلايا في الكائنات الحية في عدد الصبغيات الموجودة فيه. ففي كل خلية جسمية في الأنسان يوجد 46 صبغيا، أما في القرد فهناك 48 صبغيا في كل خلية جسمية. ولا يعتمد عدد الصبغيات على حجم الكائن الحي، فالفيل مثلا عنده 56 صبغيا في كل خلية جسمية بينما تمتلك الفراشة 380 صبغيا في كل خلية جسمية.

## التأثيل
تأتي كلمة صبغي من اللغة الإغريقية χρῶμα (كروما أو «لون») و σῶμα (زوما «جسم»). وهي تسمية تصف القابلية العالية لهذه المركبات لأن تتلون بأصبغة معينة. أُشير لهذه الأجسام بهذا الاسم من قبل فون فالدير هارتز وهو يشير إلى هذا الشكل المميز من الكروماتين والذي تمت تسميته من قبل فالتر فليمنغ.
يشير إيميليو باتاغليا (1917 - 2011) إلى أنه ومع الوقت باتت أغلب هذه المصطلحات التي تعبر عن شكل الأشياء غير كافية، غير منطقية أو حتى في بعض الأحيان غير صحيحة بمفهوم التسمية ذاته، ويجب أن تستبدلها بدائل أخرى مناسبة أكثر ومتوافقة مع التقدم العلمي الحالي. وأبدى هذا الكاتب في مقاله خيبة أمله باللا منطقية في التسميات الحالية (كروماتين وصبغي) والمنهجية التي اعتمدت عليها هذه التسمية، فاسما كروماتين وصبغي يشيران إلى حالة غير ملونة من المادة الجينية أساساُ.

## تاريخ اكتشاف الصبغي
كان شلايدن، فيرشوف وبوتشلي من أوائل العلماء الذين ميزوا التركيب المعروف الآن بالصبغي.

## تركيب الصبغي

رسم يوضح تركيب الصبغي.

يتركب الصبغي من حمض نووي رايبوزي منقوص الأكسجين يحاط هذا الأخير بنوع من البروتينات يدعى الهستونات .

## مجموعة الصبغيات البشرية
تصنف الصبغيات إلي نوعين:- صبغيات جسمية-جنسية، وتحمل الصبغيات الجنسية ؛الجينات المسئولة عن تحديد الجنين(ذكر أم أنثي) داخل الأنسان ويحدث ذلك بالوراثة. أما الصبغيات الجسمية مسئولة عن إظهار الصفات الخاصة بسمات الجسم (مثل الطول ولون الشعر ولون العيون وغيرها، وتقوم جميع الصبغيات بنفس الوظائف عند انقسام الخلية. يتكون الإنسان من 46 من الكروسومات أي 23 زوج) منها 22 زوجا من الصبغيات الجسمية وزوجا واحدا من الصبغيات الجنسية وإن حدوث أي خلل في عدد الخلايا ينتج عنه تشويه جيني يعرف بالمنغولي.

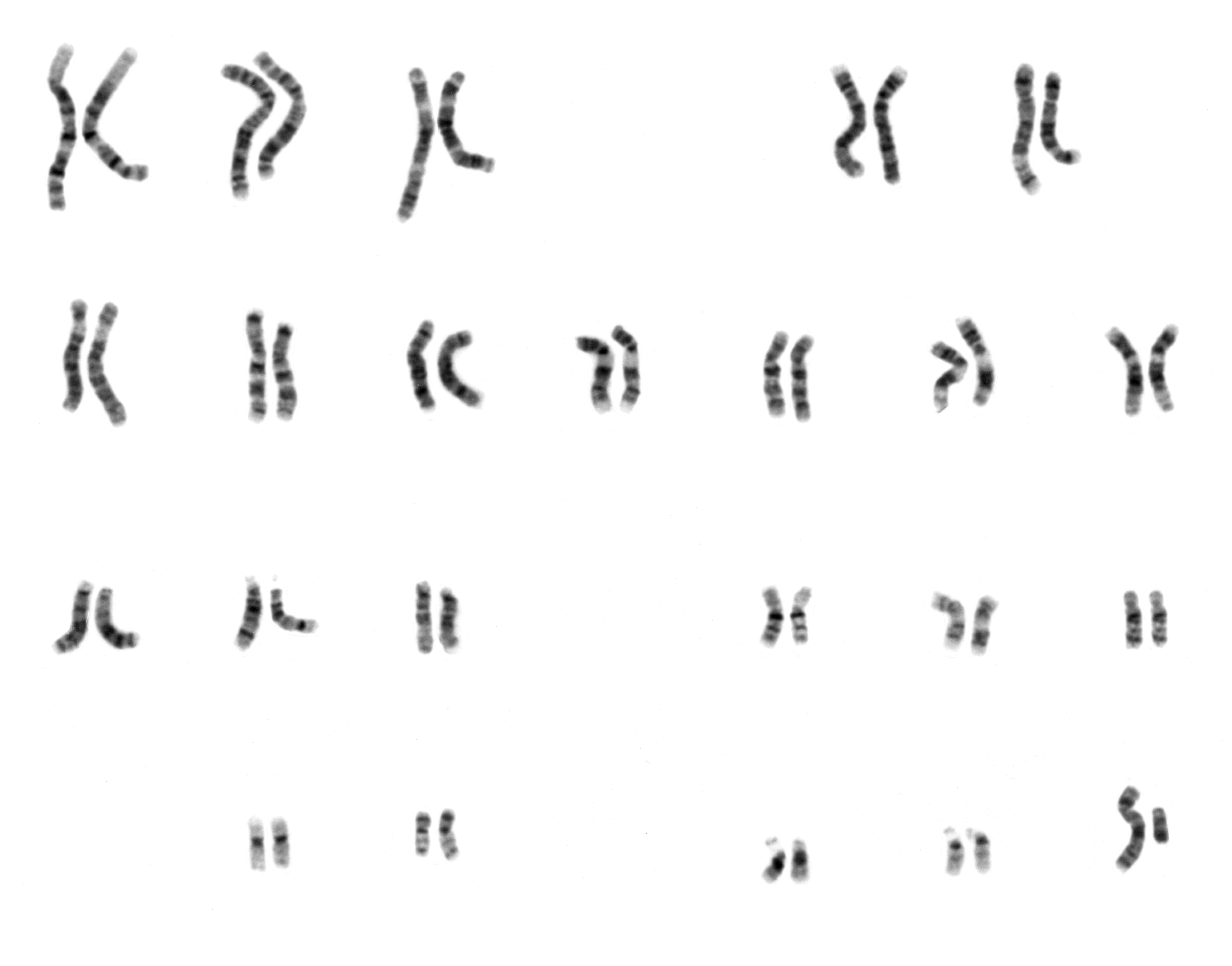
الصبغيات البشرية.

### أنواع الصبغيات الجنسية
يوجد نوعان من الصبغيات الجنسية في الإنسان.
صبغي من النوع X وآخر من النوع Y.
في جميع الخلايا في الرجال توجد في نواة الخلية الصبغيين الجنسيين XY ماعدا في الحيوانات الجنسية، وفي جميع خلايا النساء توجد في نواة الخلية الصبغيين الجنسيين XX ماعدا البويضة.
عندما تنقسم الخلايا المكونة منها الحيوانات المنوية، تنتج نصف خلية بها صبغي Y ويحتوي النصف الآخر من الخلية الصبغي X. وفي مبيض المرآة تنقسم خلية بها صبغيين XX، فينتج نصفي خلية تحتوي كل منها على صبغي X.

### تحديد جنس المولود
وتُخصَّب بويضة المرأة المحتوية على الصبغي الجنسي X عندما يدخل الحيوان المنوي من الرجل ويلتحم بالبويضة. عندئذ هناك أحتمال بنسبة 50 % أن يكون الحيوان المنوي الذي خصب البويضة حاملا للصبغي X أو احتمال 50 % لأن يكون ذاك الذي يحمل الصبغي Y. فينتج عن اتحاد الصبغيات القادمة من الرجل والقادمة من المرأة في البويضة المخصبة إما XX أو XY.
أي أن الحيوان المنوي القادم من الرجل هو الذي يحدد نوع المولود.
فإذا كان هذا الحيوان المنوي للرجل يحتوي على الصبغي X ، يصبح المولود ذو صبغيات جنسية XX ويكون المولود أنثى، أما إذا كان الحيوان المنوي المخصب للبويضة يحمل الصبغي Y فينتج عن التخصيب زوج الصبغيات الجنسية XY، ويكون المولود بذلك ذكرا.

## عدد الجينات في الإنسان
تصنف الصبغيات إلى نوعين: صبغيات جسمية وصبغيات جنسية. وبعض الجينات Genes تنتمي إلى جنس الإنسان (ذكر أم أنثى) وهي تنتقل بالوراثة عن طريق الصبغيات الجنسية. أما الصبغيات الجسمية autosomes فهي تحتوي على جميع الجينات الأخرى الخاصة بالتوريث (مثل الطول، ولون الشعر، ولون العيون، وغيرها من سمات الجسم). وجميع الصبغيات لها نفس التصرف عند انقسام الخلية.
ويتكون الإنسان من 23 زوجا من الصبغيات الطويلة (منها 22 زوجا من الصبغيات الجسمية وزوجا واحدا من الصبغيات الجنسية) وعلى ذلك فيوجد في كل خلية من جسم الإنسان 46 من الصبغيات.
كما تحتوي كل خلية على مئات من الميتوكندريا التي بدورها تحتوي مادة وراثية خاصة بها تسمى Mitochondrial genome الذي يورث بكامله من الأم فقط (تتكون بويضة الأم من خلية ذات نواة، أما الحيوان المنوي فتتكون رأسه من نواة الخلية فقط، لذلك تأتي بويضة الأم بالميتوكندريا الموجودة فيها). وقد توصلنا عن طريق تعيين تسلسل القواعد في الدنا البشري معرفة لكثير عن الصبغيات. ويبين الجدول أدناه إحصائيات الصبغيات، وهذه البيانات ترجع إلى بيانات معهد سانجر الخاصة بالجينات البشرية.
.
ويعود عدد المورثات المذكور في الإحصاء إلى التقديرات الجينية. وقد قدرت أطوال الصبغيات كذلك على أساس تقدير طول مناطق الكروماتين المتغاير التي لم يُعيّن تسلسلها.
| صبغيات  | مورثات | مجموع القواعد(bases) | قواعد معينة التسلسل |
| ------- | ------ | -------------------- | ------------------- |
| 1       | 4,220  | 247,199,719          | 224,999,719         |
| 2       | 1,491  | 242,751,149          | 237,712,649         |
| 3       | 1,550  | 199,446,827          | 194,704,827         |
| 4       | 446    | 191,263,063          | 187,297,063         |
| 5       | 609    | 180,837,866          | 177,702,766         |
| 6       | 2,281  | 170,896,993          | 167,273,993         |
| 7       | 2,135  | 158,821,424          | 154,952,424         |
| 8       | 1,106  | 146,274,826          | 142,612,826         |
| 9       | 1,920  | 140,442,298          | 120,312,298         |
| 10      | 1,793  | 135,374,737          | 131,624,737         |
| 11      | 379    | 134,452,384          | 131,130,853         |
| 12      | 1,430  | 132,289,534          | 130,303,534         |
| 13      | 924    | 114,127,980          | 95,559,980          |
| 14      | 1,347  | 106,360,585          | 88,290,585          |
| 15      | 921    | 100,338,915          | 81,341,915          |
| 16      | 909    | 88,822,254           | 78,884,754          |
| 17      | 1,672  | 78,654,742           | 77,800,220          |
| 18      | 519    | 76,117,153           | 74,656,155          |
| 19      | 1,555  | 63,806,651           | 55,785,651          |
| 20      | 1,008  | 62,435,965           | 59,505,254          |
| 21      | 578    | 46,944,323           | 34,171,998          |
| 22      | 1,092  | 49,528,953           | 34,893,953          |
| X       | 1,846  | 154,913,754          | 151,058,754         |
| Y       | 454    | 57,741,652           | 25,121,652          |
| المجموع | 32,185 | 3,079,843,747        | 2,857,698,560       |

## صبغيات في النبات والحيوان
الصبغيات هي سر انتقال صفات الآباء إلى الأبناء، وينطبق ذلك على جميع النباتات والحيوان ووحيدة الخلايا. تحمل الصبغيات المورثات، وبها يتحدد نوع الجيل التالي وصفاته .

## هوامش
- ملاحظة 1 المرادفات: النُّشْبَة أو النُّطْشَة.[11]

## اقرأ أيضا
- تكرار متقطع

## وصلات خارجية
- What Can Our Chromosomes Tell Us?,
- An Introduction to DNA and Chromosomes
- Chromosome Abnormalities at AtlasGeneticsOncology

## اقرأ أيضا
- متلازمة لانجر-جيديون
- نيوكليوتيد
- السنترومير
- مشروع الجينوم البشري
- مشروع جينوم الشمبانزي
- مشروع الجينوم
- فرضية جين واحد إنزيم واحد